# 델 먼로
델 먼로(Del Monroe, 1932년 4월 7일 ~ 2009년 6월 5일)는 미국의 배우이다.
샌타바버라에서 태어났으며 버뱅크에서 사망하였다.

## 출연 작품

### 영화
- 스피드웨이 정키 (1999년)
- 워킹 톨 (1973년)
- 6시 아담 (1970년)
- 해저 여행 (1961년)

### 텔레비전
- 해저 여행 (1964-68)
- 딜론 보안관 (1966-73)
- 특명수사관 오하라 (1971-72)
- 아이언사이드 (1972-73)
- FBI (1972-74)